# Governante Supremo da Rússia
Governante Supremo da Rússia (em russo:  Верховный правитель России, transl. Verkhovnyy pravitel' Rossii) é o cargo de chefe do Estado Russo, estabelecido como resultado de um Golpe de Estado em 18 de novembro de 1918 e reconhecido por todos os líderes do Movimento Branco. A única pessoa a ocupar esta posição foi o Almirante Alexandre Kolchak.